# Chapelle du MIT

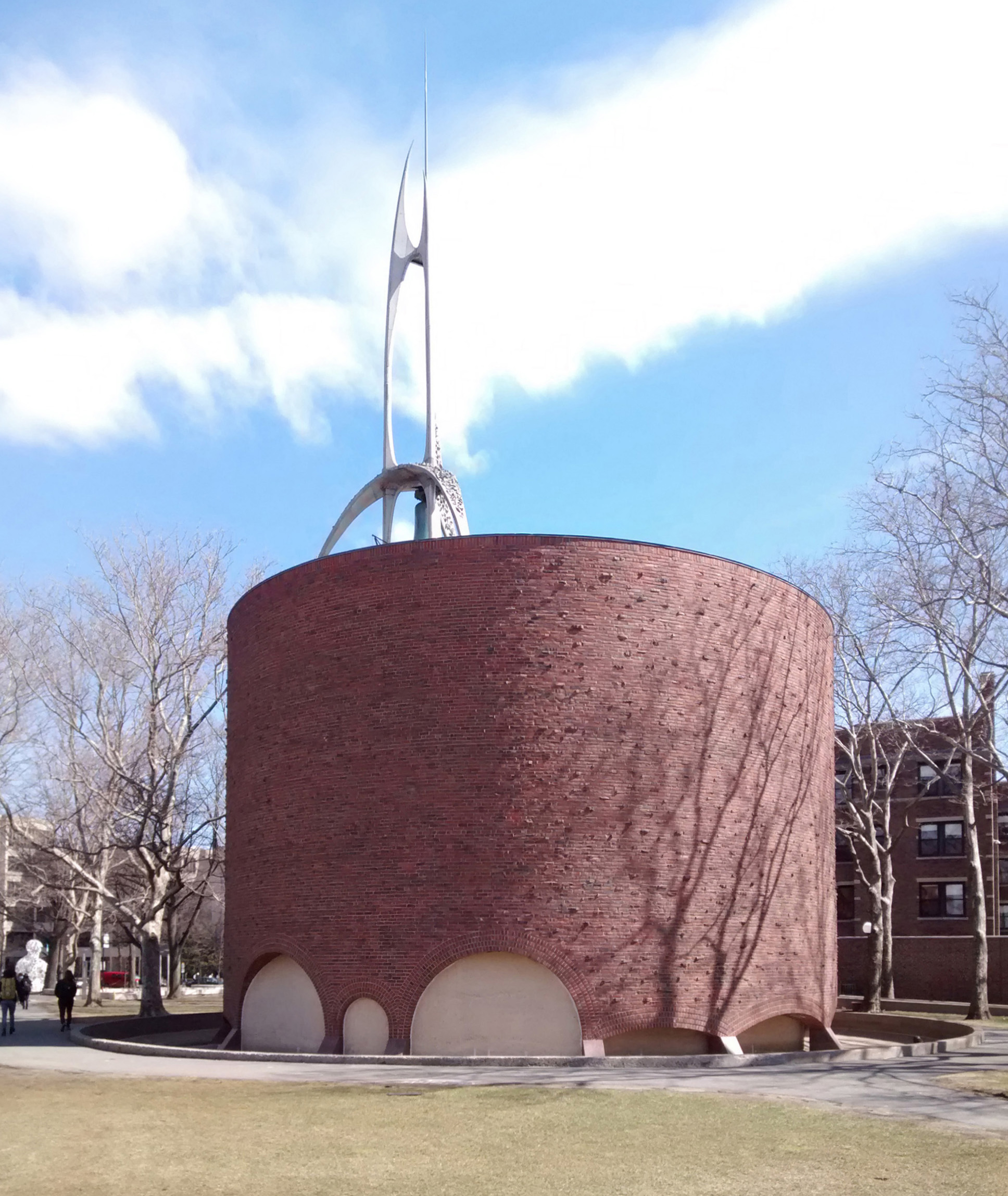
Chapelle du MIT

La Chapelle du MIT ou Chapelle Kresge est une chapelle non-confessionnelle qui se situe sur le campus du Massachusetts Institute of Technology à Cambridge, Massachusetts. Elle est consacrée en 1955 et achevée en 1956. Conçue par Eero Saarinen, la chapelle se trouve à côté du Kresge Auditorium et du Kresge Oval également créés par l’architecte.

## Architecture
De l'extérieur, la chapelle est un simple cylindre de brique sans fenêtre, placé à l'intérieur d'un fossé de béton très peu profond. Le bâtiment mesure 50 pieds (15,24 m) de diamètre et 30 pieds (9,144 m) de hauteur. Il surmonté d'une flèche en aluminium. Le mur circulaire en brique est soutenu par une série de voûtes basses. Saarinen a choisi des briques rugueuses et imparfaites pour créer un effet texturé. 
À l'intérieur se trouve un espace intime. Les murs intérieurs suivent une forme ondulante. Comme une cascade de lumière, une sculpture en métal signée Harry Bertoia] scintille depuis un puits de lumière circulaire jusqu'au petit autel en marbre.

## Restauration
Au cours de l'été 2014, le MIT entreprend la première rénovation complète de la chapelle depuis sa construction initiale. Les douves sont reconstruites pour réparer les fuites et permettre de les remplir avec de l'eau recyclée et filtrée. L'enveloppe extérieure du bâtiment est réparée. Des travaux de restauration interne et d'amélioration des systèmes mécaniques sont effectués. La chapelle rouvre en 2015.

## Galerie

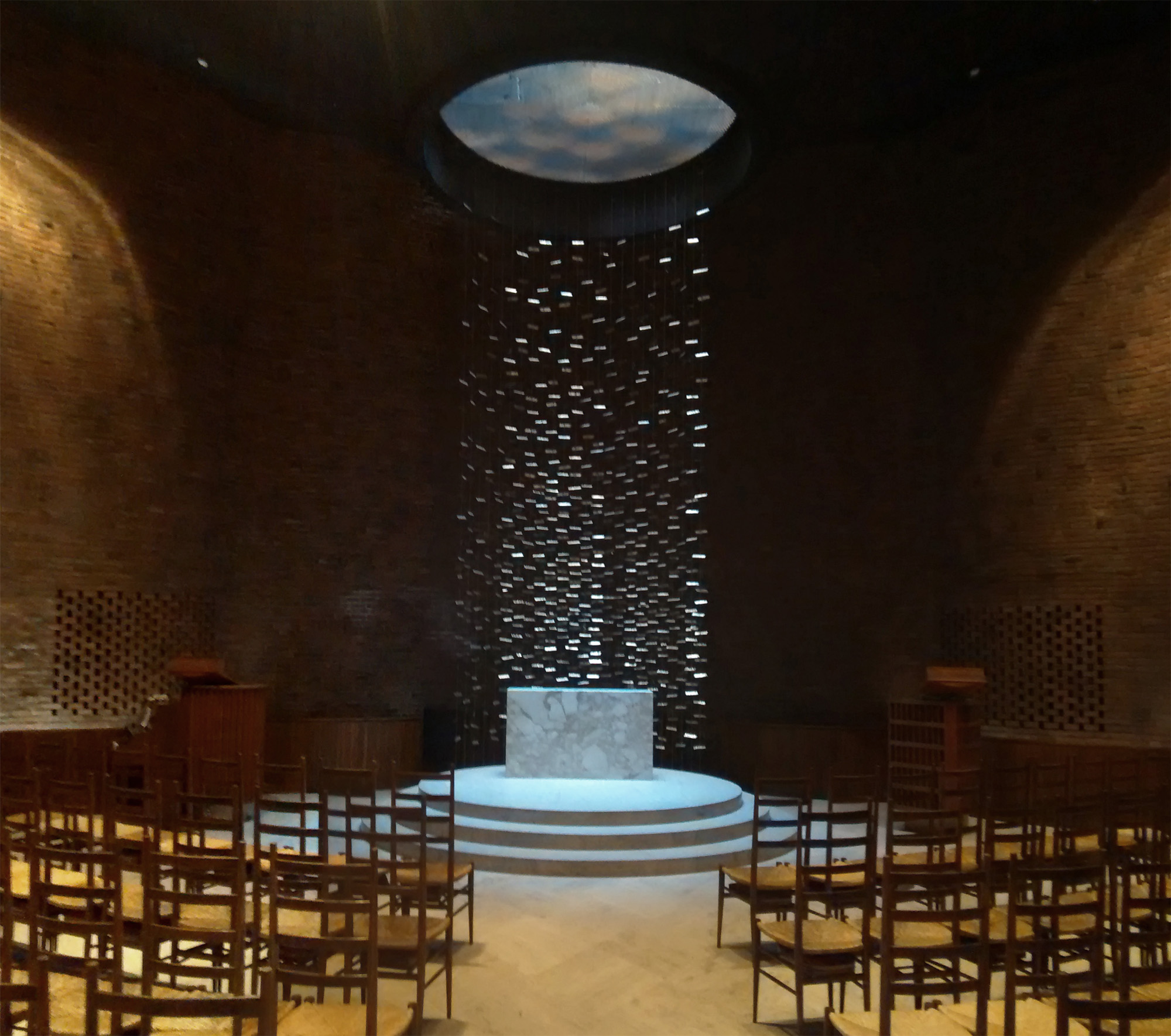
Intérieur de la chapelle.
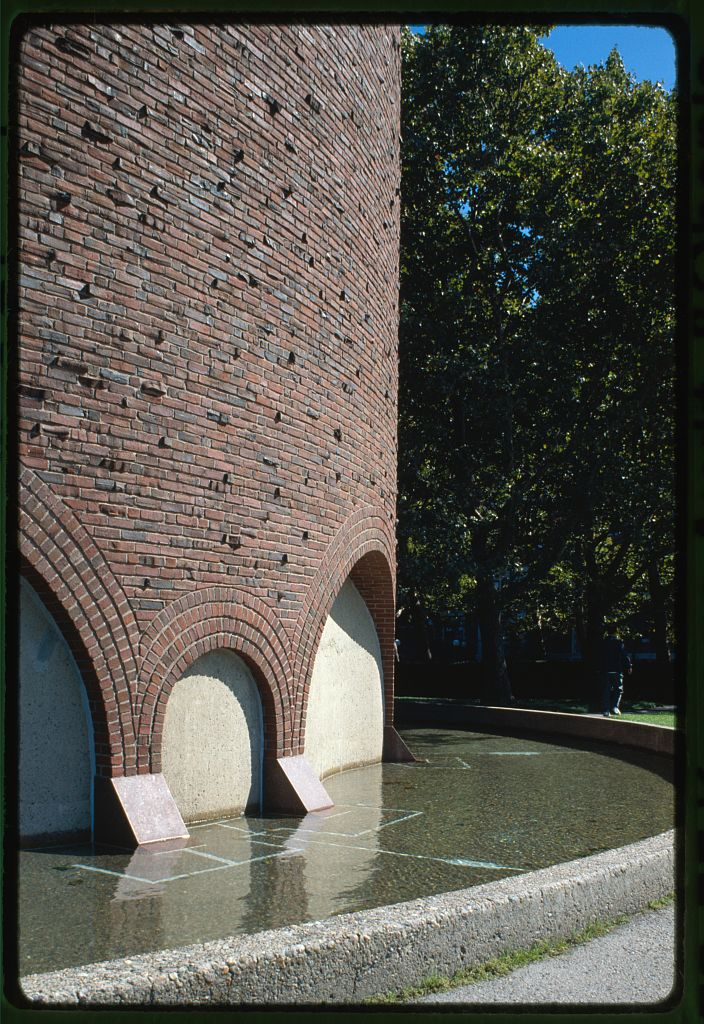
Détail de l’extérieur.
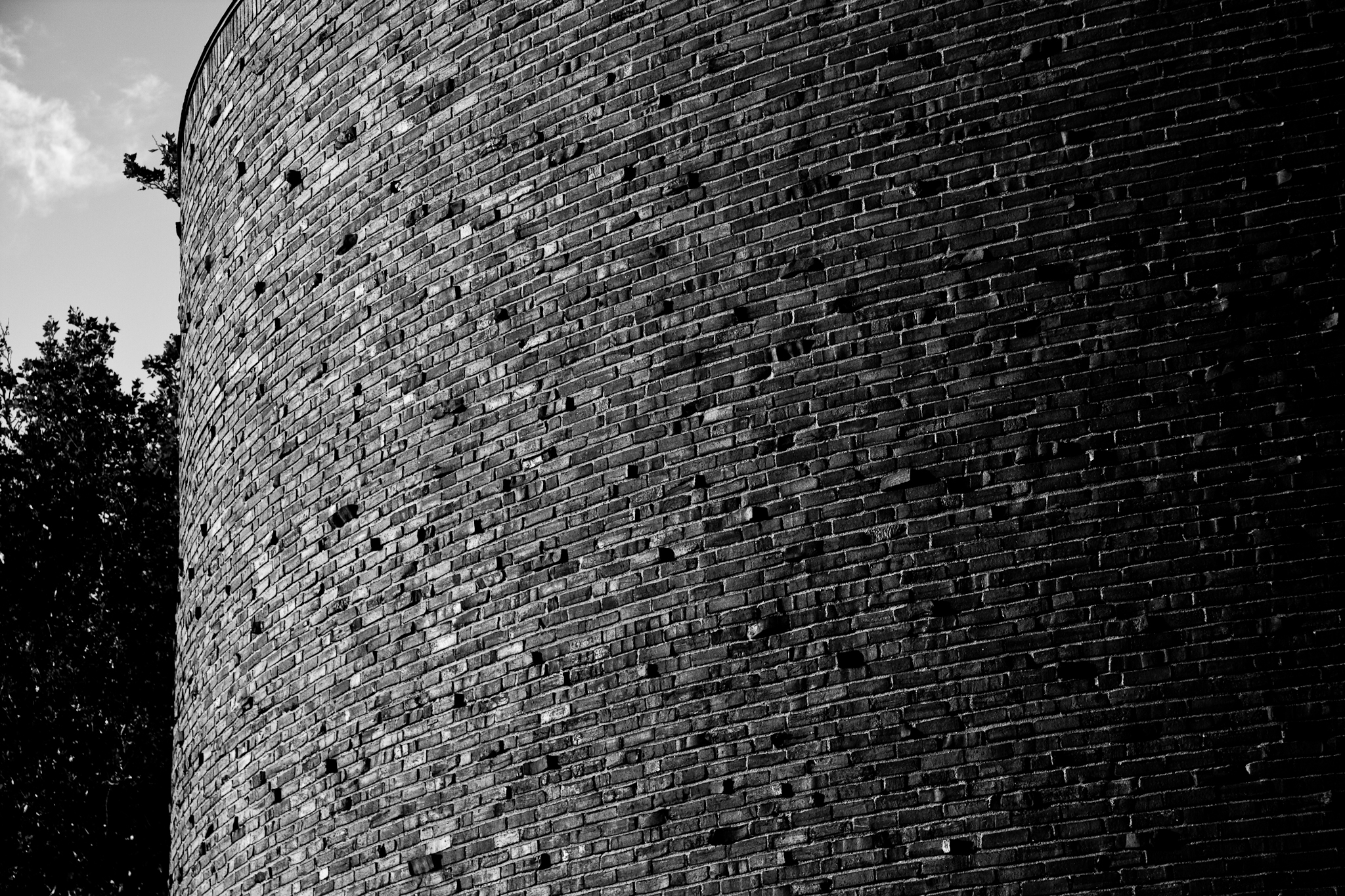
Détail du mur en brique.